# Sławomir Kaczorowski
Sławomir Kaczorowski (ur. 14 marca 1956 w Łodzi) – polski kompozytor i pedagog.

## Życiorys
Absolwent kompozycji (klasa prof. Bronisława Kazimierza Przybylskiego) oraz teorii muzyki na Akademii Muzycznej w Łodzi (dyplom 1981). Od 1981 zatrudniony na tej uczelni, od 1997 prowadzi klasę kompozycji.  W 2003 otrzymał tytuł profesora sztuk muzycznych.

## Nagrody i wyróżnienia
- Ogólnopolski Konkurs Młodych Kompozytorów 1982, II nagroda
- Pianistyczny Konkurs Kompozytorski w Słupsku 1984, II nagroda i wyróżnienie
- Konkurs Kompozytorski podczas Tygodnia Talentów w Tarnowie 1985, II nagroda
- Konkurs Kompozytorski Zarządu Głównego Polskiego Związku Chórów i Orkiestr 1987, III nagroda
- Konkurs Kompozytorski im. Karola Szymanowskiego 1988, wyróżnienie

Jego utwory były wykonywane m.in. podczas festiwali i konkursów w Bayeruth, Bremie, Klinghental, Kopenhadze, Popradzie i Wilnie.
Przewodniczący jury Międzynarodowego Konkursu Chóralnego im. Profesora Józefa Świdra w Cieszynie (2015-2016). Członek Związku Kompozytorów Polskich.